# Friedrich Martin von Bodenstedt
Friedrich Martin von Bodenstedt (Peine, Hannover, 1819. április 22. – Wiesbaden, 1892. április 18.) német költő.

## Élete és munkássága
Kereskedőnek készült, azután a göttingai, müncheni és berlini egyetemekre ment és különösen modern nyelveket, történelmet és filozófiát tanult. 1840-ben Golicin orosz herceghez került nevelőnek Moszkvába, kiadott egy Kozlov, Puskin és Lermontov költeményeiből fordított antológiát (Lipcse, 1843), valamint számos ukrán népdalt (Poet. Ukraine, Stuttgart, 1845).
1843-ban Tifliszbe ment, s az ottani gimnáziumban latint és franciát tanított, valamint a kaukázusi nyelveket tanulmányozta. 1845-ben beutazta Örményországot, a Kaukázust és a Krímen, Törökországon és a jóniai szigeteken át 1846-ban visszatért Németországba. Utazásainak eredményeképpen írta meg Die Völker des Kaukasus und ihre Freiheitskämpfe gegen die Russen (1848) és Tausend und ein Tag im Orient című munkáit. 1848-ban Triesztben az Österreichischer Lloydot szerkesztette. 
1854-től Münchenben a Lajos–Miksa Egyetemen volt professzor, a szláv nyelvet és irodalmat tanította. 1866-tól a meiningeni udvari színház igazgatását vette át. 1870-ben Wiesbadenben telepedett le. 1881-ben beutazta az Amerikai Egyesült Államokat, ott felolvasásokat tartott és utazását leírta Vom Atlantischen zum Stillen Ocean című művében (Lipcse, 1882). 1880-ban a Tägliche Rundschau, Zeitung für unparteiische Politik című hírlapot alapította és azt 1888-ig szerkesztette. Halála után Wiesbadenben helyezték végső nyugalomra.
Bodenstedt hírnevét Lieder des Mirza-Schaffy (Berlin, 1850, 139. kiad. 1891) című költemény-kötetével alapította meg, melyet kezdetben keleti eredetű, fordított dolognak tartottak és minden nyelvre, még héberre is lefordították. E költeményekben a bort és szerelmet dalolja Bodenstedt, míg a folytatás, az Aus dem Nachlass des Mirza-Schaffy, már mélyebb életnézetről tanúskodik. Ezeken kívül temérdek verses és prózai munkát, elbeszélést, sőt drámát is írt, de kivált ez utóbbiak csekélyebb értékűek. Petőfi német kiadásához (Lipcse, 1858) előbeszédet írt. Minden dolgozatát a nyelv szépsége és az alak művészete jellemzi. Széles műveltségű, gondolatokban gazdag költő. Munkáinak egy jókora része Gesammelte Schriften címmel Berlinben jelent meg 12 kötetben.

## Művei
- Die Völker des Kaukasus und ihre Freiheitskämpfe gegen die Russen (Frankfurt am Main, 1849)
- Die Lieder des Mirza-Schaffy (Berlin, 1851)
- Ada, die Lesghierin (Berlin, 1853)
- Tausend und ein Tag im Orient (Berlin, 1859)
- Enthüllungen aus England (Hannover, 1860)
- Russiche Fragmente (Leipzig, 1862)
- Aus dem Nachlasse Mirza Schaffy's (Berlin, 1874)
- Vom Atlantischen zum stillen Ocean (Leipzig, 1882)
- Aus Morgenland und Abendland (Leipzig, 1882)
- Neues Leben (Breslau, 1886)
- Erinnerungen aus meinem Leben (Berlin, 1888)

## Magyarul
- Százszorszépek. Heine, Hafiz és Mirza Saffy dalaiból; ford., bev. Berecz Károly; Emich Ny., Pest, 1858 (A Szépirodalmi Közlöny könyvmelléklete)
- Frigyes Bodenstedtː Shakespeare élete és művei; ford. W. L.; Franklin, Bp., 1879 (Olcsó könyvtár)
- Mirza-Saffi dalai; ford. Bánfalvy Lajos; Grimm, Bp., 1880
- Frigyes Bodenstedtː Mirza Shaffy dalai; ford. Sziklai Soma; Aigner, Bp., 1881